# ウナダレツメクサ
ウナダレツメクサ（学名：Trifolium cernuum）はシャジクソウ属の多年草。

## 分布
地中海沿岸を原産地とする。オーストラリアなどに帰化している。
日本では兵庫県神戸市にて1995年に初めて野生化が確認された。

## 特徴
草丈は10-30cm。細かな鋸歯のある小葉3枚の複葉の幅は3-12mm。春に淡紅色の蝶形花をつける。花後に花が下を向くのが特徴であり、これが名前の由来である。